# Mouanda
Mouanda, ook Moanda, is een stad (milieu urbain, ville) en gemeente (commune) in Gabon. Het ligt in de provincie Haut-Ogooué en de populatie bedraagt 59.000 inwoners.

## Geboren in Mouanda
- Aaron Boupendza (1996-2025), voetballer